# تنيداماني
تنيداماني هو أحد ملوك كوش، حكم في نهاية القرن الثاني ق.م وبداية القرن الأول ق.م، سبقته الملكة شاناكداخيتي ويقترح أن الملك باخيداتيكو تبعه. لا يعرف بشكل قاطع هرم تانيداماني، ويرجح أنه دفن في الهرم 12، تنيداماني معروف من شاهد كبير من جبل البركل هيروغليفية بالالمرَّوية، وشاهدة أصغر من معبد أباداماك في مروي. الشاهدة الكبيرة هي أول نص معروف منذ زمن طويل باللغة المرَّوية.